# Monteiroa nigricauda
Monteiroa nigricauda är en insektsart som beskrevs av David R. Ragge 1980. Monteiroa nigricauda ingår i släktet Monteiroa och familjen vårtbitare. Inga underarter finns listade i Catalogue of Life.